# مارك ووركمان
مارك ووركمان (بالإنجليزية: Mark Workman) مواليد 10 مارس 1930 في لوغان - الوفاة 21 ديسمبر 1983، كان لاعب كرة سلة أمريكي. بدأ مسيرته الاحترافية في سنة 1952. تم اختياره من قبل فريق أتلانتا هوكس خلال الدرافت. بلغ طوله 6 قدم 9 بوصة (2.1 م). اعتزل اللعب في 1954.

## المسيرة الاحترافية
لعب مع أتلانتا هوكس في سنة 1952، ثم لعب مع غولدن ستايت ووريورز في موسم 1952–1953، ثم لعب مع بالتيمور باليتس في موسم 1953–1954.

## روابط خارجية
- مارك ووركمان على موقع إن بي أي (الإنجليزية)
- مارك ووركمان على موقع سبورتس رفرنس (الإنجليزية)
- مارك ووركمان على موقع كلية كرة السلة في سبورتس رفرنس.كوم (الإنجليزية)
- مارك ووركمان على موقع ريلجم (الإنجليزية)
- مارك ووركمان على موقع بروبوليرز (الإنجليزية)